# Wspólnota administracyjna Schauenstein
Wspólnota administracyjna Schauenstein – wspólnota administracyjna (niem. Verwaltungsgemeinschaft) w Niemczech, w kraju związkowym Bawaria, w rejencji Górna Frankonia, w regionie Oberfranken-Ost, w powiecie Hof. Siedziba wspólnoty znajduje się w mieście Schauenstein. Przewodniczącym jej jest Gerhard Richter.
Wspólnota administracyjna zrzesza gminę miejską (Stadt) oraz gminę wiejską (Gemeinde):
- Leupoldsgrün, 1273 Einwmieszkańcówohner, 10,26 km²
- Schauenstein, miasto, 1982 mieszkańców, 26,66 km²